# Leonie Parusel
Leonie Parusel (* 8. Oktober 1983 in Lübeck) ist eine deutsche Schauspielerin.

## Leben
Parusel wuchs mit zwei Geschwistern in Hessen und Rheinland-Pfalz auf. Während der Schulzeit wirkte sie an Theateraufführungen mit und tanzte, sang und spielte in der Musical-AG. Mit einer Hauptrolle in Tanz der Vampire kam der Wunsch, Schauspielerin zu werden. Nach dem Abitur studierte Parusel Schauspiel von 2004 bis 2007 an der Akademie für Darstellende Kunst Bayern in Regensburg.
Ab 2007 spielte Leonie Parusel in diversen Kurzfilmen mit und hatte 2009 an der Seite von Birol Ünel, Erdal Yıldız und Oktay Özdemir eine Nebenrolle in dem Kinofilm Method. Danach war sie in diversen Kurzfilmen zu sehen unter anderem wirkte Leonie Parusel 2011 für das Zebra Poetry Film Festival bei dem Kurzfilm Christmas in Huntsville in der lesenden Hauptrolle mit.
2012 zeigte sie im Web-Spin-off Düses Videoblog ihr komödiantisches Talent und wirkte außerdem in den Kinofilmen The World in a Day der Regisseurin Tracy Pellegrino, erneut für das Zebra Poetry Film Festival in der Hauptrolle Laura im Film Syrinx sowie im Kurzfilm The Saviour zusammen mit Christoph Bach mit. Letzteres Projekt, ein Film von Charlotte Roustang, welcher in Kooperation mit ARTE entstand, feierte auf dem Filmfest Hof 2014 Premiere.
Seitdem war Parusel vornehmlich in Produktionen für das öffentlich-rechtliche Fernsehen zu sehen, zum Beispiel 2018 als Marie in Opa wird Papa an der Seite von Ernst Stötzner und Christina Große, 2020 und 2021 als Melanie Leroc in Ein Tisch in der Provence oder ab 2020 als Anne Brenner in Tiere bis unters Dach.
Parusel ist seit 2019 mit dem Schauspieler Patrick Kalupa verheiratet. Das Paar hat zwei Töchter und wohnt in Berlin-Weißensee.

## Filmografie
- 2011: Method
- 2011: Der Moment (Kurzfilm)
- 2012: Die Welt nebenan
- 2014: The Saviour
- 2016: Zwei verlorene Schafe (Fernsehfilm)
- 2016: BreakingPoint (Kurzfilm)
- 2018: SOKO Leipzig (Fernsehserie, 1 Episode)
- 2018: Opa wird Papa (Fernsehfilm)
- 2019: Der Bulle und das Biest (Fernsehserie, 3 Episoden)
- 2019: Hanna (Fernsehserie, 1 Episode)
- 2019: SOKO Potsdam (Fernsehserie, 1 Episode)
- 2020–2021: Tiere bis unters Dach (Fernsehserie, 3 Episoden)
- 2020: Ein Tisch in der Provence – Hoffnung auf Heilung (Fernsehfilm)
- 2021: Ein Tisch in der Provence – Zwei Ärzte im Aufbruch (Fernsehfilm)
- 2021: Ein Tisch in der Provence – Unverhoffte Töchter (Fernsehfilm)
- 2021: Notruf Hafenkante (Fernsehserie, 1 Episode)
- 2024: Dr. Nice – Herzflattern (Fernsehreihe)
- 2024: In aller Freundschaft – Die jungen Ärzte (Fernsehserie, 1 Episode)
- 2025: Dr. Nice – Weiche Knie (Fernsehreihe)
- 2025: Dr. Nice – Flammende Herzen (Fernsehreihe)